# جون إم. ريتشاردسون
جون إم. ريتشاردسون (بالإنجليزية: John M. Richardson)‏ هو ضابط أمريكي، ولد في 8 أبريل 1960 في بطرسبرغ في الولايات المتحدة.